# پیامبران در اسلام
پیامبران در اسلام افرادی هستند که مسلمانان معتقدند از سوی خدا وحی دریافت کرده‌اند. از آنان با نام «نبی» و «رسول» در قرآن و دیگر متون دینی یاد شده‌است.

## جدول استخراجی از قرآن
این جدول با استناد به آیات قرآن تهیه شده‌است. روش استخراج به روش زیر است:
کلیه پیامبران و رسولانی که نام آنها در جدول است با قرآن مقابله شده‌است و در هر مورد نصّ یا آیه مربوط که سمت‌های نبوت، رسالت یا امامت و کتاب، قوم یا شریعت به آنها منتسب شده، ذکر شده‌است. ممکن است پیامبر یا پیامبرانی از قلم افتاده باشند. 
در همه مواردی که مورد بررسی قرار گرفته، به آیه‌ای که عیناً در قرآن آمده‌است ارجاع شده‌است و وجود نداشتن یک سمت (نبی، رسول یا امام) در جدول، لزوماً به معنی عدم وجود آن سمت در آن شخص یا احتمالاً در قرآن نیست.
| نام شخص | نبی | رسول | امام | کتاب  | قوم         | شریعت           |
| ------- | --- | ---- | ---- | ----- | ----------- | --------------- |
| آدم     |     |      |      |       |             |                 |
| ادریس   | نبی |      |      |       |             |                 |
| نوح     | نبی | رسول |      |       | قوم نوح     | شریعت داشته‌است. |
| هود     |     | رسول |      |       | عاد         |                 |
| صالح    |     | رسول |      | ذِکر   | ثمود        |                 |
| ابراهیم | نبی | رسول | امام | صُحُف   | قوم ابراهیم | شریعت داشته‌است. |
| لوط     | نبی | رسول |      |       | قوم لوط     |                 |
| اسماعیل | نبی | رسول |      |       |             |                 |
| اسحاق   | نبی |      | امام |       |             |                 |
| یعقوب   | نبی |      | امام |       |             |                 |
| یوسف    | نبی |      |      |       | مصر         |                 |
| ایوب    | نبی |      |      |       |             |                 |
| شعیب    |     | رسول |      |       | مدین        |                 |
| موسی    | نبی | رسول |      | تورات | فرعون       | شریعت داشته‌است. |
| هارون   | نبی |      |      |       |             |                 |
| ذوالکفل |     |      |      |       |             |                 |
| داوود   | نبی |      |      | زبور  |             |                 |
| سلیمان  | نبی |      |      |       |             |                 |
| الیاس   | نبی | رسول |      |       | قوم الیاس   |                 |
| الیسع   | نبی |      |      |       |             |                 |
| یونس    | نبی | رسول |      |       | قوم یونس    |                 |
| زکریا   | نبی |      |      |       |             |                 |
| یحیی    | نبی |      |      |       |             |                 |
| عیسی    | نبی | رسول |      | انجیل | بنی اسرائیل | شریعت داشته‌است. |
| محمد    | نبی | رسول |      | قرآن  | همه مردم    | شریعت داشته‌است. |